# Los Planes, Zacatecas
Los Planes är en ort i Mexiko.   Den ligger i kommunen Villa García och delstaten Zacatecas, i den centrala delen av landet, 400 km nordväst om huvudstaden Mexico City. Los Planes ligger 2 126 meter över havet och antalet invånare är 120.
Terrängen runt Los Planes är platt åt sydväst, men åt nordost är den kuperad. Runt Los Planes är det ganska glesbefolkat, med 50 invånare per kvadratkilometer. Närmaste större samhälle är Loreto, 16,8 km norr om Los Planes. Omgivningarna runt Los Planes är i huvudsak ett öppet busklandskap.